# Paragathia albimarginata
Paragathia albimarginata là một loài bướm đêm trong họ Geometridae.